# انحلال البشرة الفقاعي الحثلي
انحلال البشرة الفقاعي الحثلي (بالإنجليزية: Epidermolysis bullosa dystrophica)‏ هو مرض وراثي يؤثر على الجلد وأعضاء أخرى. يوصف الأطفال الذين يولدون بهذا المرض بأنهم «أطفال الفراشة» بسبب كون جلودهم هشة وحساسة مثل الفراشات.

## التصنيف
| الاسم | الموقع والمورثة                  | الوراثة المندلية البشرية عبر الإنترنت |
| --- | -------------------------------- | ------------------------------------- |
| انحلال البشرة الفقاعي الحثلي السائد (DDEB) أو "داء كوكاين تورين".                                              | 3p21.3 (COL7A1)                  | 131750                                |
| انحلال البشرة الفقاعي الحثلي المتنحي (RDEB) أو "نمط هالوبو سيمنز لانحلال البشرة الفقاعي" أو "داء هالوبو سيمنز" | 3q22-q23 (COL7A1), 3p21.3 (MMP1) | 226600                                |
| انحلال البشرة الفقاعي الحثلي، أمام الظنبوب                                                                     | 3p21.3 (COL7A1)                  | 131850                                |
| انحلال البشرة الفقاعي الحكاكي                                                                                  | 3p21.3 (COL7A1)                  | 604129                                |
| انحلال البشرة الفقاعي مع غياب موضعي وراثي للجلد وتشوه الأظافر                                                  | 3p21.3 (COL7A1)                  | 132000                                |
| انحلال الأدمة الفقاعي في حديثي الولادة (TBDN)                                                                  | 3p21.3 (COL7A1)                  | 131705                                |